# Lighthouse Point
Lighthouse Point város az Amerikai Egyesült Államok Florida államában, Broward megyében. Lakosainak száma 10 486 fő (2020. április 1.).

## Népesség
A település népességének változása:
| Lakosok száma | 10 344 | 11 195 | 10 486 |
|               | 2010   | 2019   | 2020   |